# Rocket Lab
Rocket Lab és una empresa estatunidenca aeroespacial amb una filial a Nova Zelanda. La missió de Rocket Lab és desenvolupar serveis de llançament orbitals comercials lleugers i rendibles. El programa Electron va ser fundat en la premissa que petites càrregues útils com CubeSats requereixen petits vehicles de llançament dedicats que no s'ofereixen actualment pels sistemes de coets tradicionals. El coet Electron aquesta dissenyat per portar petits satèl·lits comercials amb una freqüència de llançament molt alta. Electron és capaç de posar en òrbita carregues de 150kg a una altura de 500km en una òrbita sincrònica al sol.
El programa Electron va començar a principis de 2017, amb vols comercials començant a finals d'aquest any a un preu inicial de US$4,9 milions.

## Història
Rocket Lab va ser fundada en 2006 pel CEO Peter Beck, que després d'un viatge als Estats Units, va quedar decebut per l'estat de la indústria aeroespacial. Beck creia que la indústria seria molt més gran si s'utilitzés electrònica barata i nanosatèl·lits, la qual cosa reduiria dramàticament el preu dels llançaments.
L'empresari d'Internet Mark Rocket va ser el primer inversor i co-director de 2007 a 2011. En 2009 Rocket Lab afirmava ser la primera empresa privada en l'hemisferi sud a arribar a l'espai després del llançament del coet sonda Ātea-1, no obstant això el coet no posseïa telemetria i no va ser recuperat, per la qual cosa és impossible comprovar aquesta afirmació.
Al desembre de 2010 Rocket Lab va aconseguir un contracte del Departament de Defensa dels Estats Units per estudiar el desenvolupament d'un llançador de càrregues lleugeres.

## Ātea-1
El primer llançament d'Ātea-1 (en idioma maori 'espai') va ocórrer en 2009. El coet de 6 metres de llarg amb un pes de 60 kg va ser dissenyat per transportar una càrrega útil de 2 kg a una altitud de 120 km. Tenia la intenció de portar càrregues científiques o, possiblement, coses personals.
Ātea-1 va ser llançat de manera reeixida des de la península de Coromandel el 30 de novembre de 2009 a les 2:30 pm UTC+13 després que problemes relacionats al combustible retardessin el llançament, que originalment estava previst per les 7:10 pm UTC+13. El coet no va ser rastrejat, no va transmetre telemetria i no va ser recuperat. Per tant, no existeix dades sobre el vol i l'apogeu màxim no va poder ser calculat.
Un segon llançament d'Ātea-1 mai va ser dut a terme.

## Electron
Electron és un coet multietapa d'un sol ús, projectat per col·locar satèl·lits de 150kg en òrbita sincrònica al sol. El cost projectat és menys de US $5 milions per llançament.
El coet utilitza el motor Rutherford dissenyat per l'empresa, aquest motor té la particularitat d'estar potenciats per una bateria en comptes d'un generador de gas, cicle expansor o una combustió escalonada. El motor és fabricat gràcies a una gran Impressora 3D.
A l'abril de 2016, el motor Rutherford de la segona etapa va superar les proves.
Al maig de 2017 es va obrir una finestra de llançament per a un llançament del coet, però tots els intents van haver de ser cancel·lats per males condicions meteorològiques. Finalment el 25 de maig es va dur a terme el primer llançament d'Electron. El coet va tenir un enlairament, separacions de primera etapa i cofia reeixits, però després d'aconseguir una altura de 224 km es va perdre la telemetría i control de terra va prendre la decisió d'acabar el vol.
El segon llançament del coet estava planejat pel 8 de desembre de 2017, però va ser retardat fins a l'11 de desembre. El llançament va ser cancel·lat una altra vegada a causa de males condicions meteorològiques i tràfic orbital. El 12 de desembre el llançament va ser avortat a tan sol dos segons del llançament a causa d'un problema amb el refredament del motor principal.
El 20 de gener de 2018, es va dur a terme un nou intent, que va ser cancel·lat a causa que un vaixell va entrar a la zona de risc del llançament. Finalment, el 21 de gener de 2018, Electron va desenganxar des del Complex de llançament 1 i va aconseguir desplegar reeixidament els seus 3 CubeSat a bord. Aquest succés va convertir a Nova Zelanda l'onzè país al món a desenvolupar capacitats de llançament orbitals.

## Complex de llançament 1
Després de trobar problemes per aconseguir el permís de llançaments en Kaitorete Spit, Rocket Lab va anunciar al novembre de 2015 que el seu complex de llançament principal seria a la península de Mahia. El terreny té permís per llançar coets cada 72 hores per 30 anys.

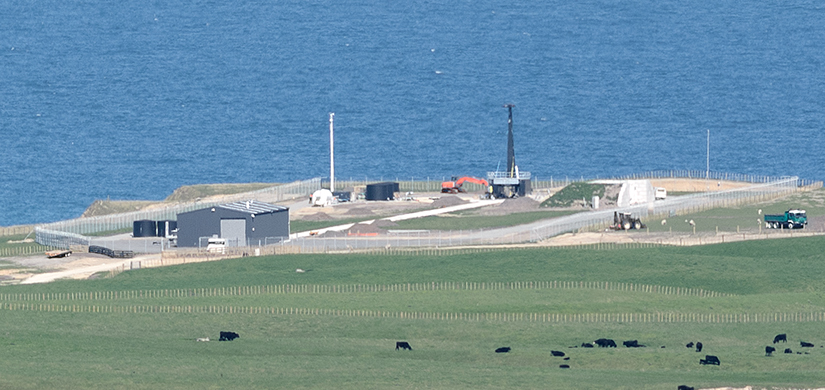
El complex de llançament de Rocket Lab en Mahia

El port espacial va ser inaugurat oficialment el 27 de setembre temps de Nova Zelanda (26 de setembre temps UTC).